# ブバケ
ブバケ (Bubaque) はギニアビサウのビジャゴ諸島にある島の名前であり、また同島にある町の名前である。ボラマ州ブバケ区に位置し、ブバケ区の首府である。ビサウ市の南南西約60キロに位置する。ビサウとは連絡船で結ばれており、島には滑走路も設置されている。主要産業は、カシューナッツ栽培、漁業、観光などである。